# Надеждовка (Одеска област)
Надеждовка (на украински: Надеждівка) е село в южна Украйна, административен център на селски съвет Надеждовка в Болградски район на Одеска област. Населението му според преброяването през 2001 г. е 713 души.

## Население

### Езици
Численост и дял на населението по роден език, според преброяването на населението през 2001 г.:
| Роден език | Численост | Дял (в %) |
| Общо       | 713       | 100.00    |
| Руски      | 517       | 72.51     |
| Украински  | 119       | 16.69     |
| Български  | 48        | 6.73      |
| Молдовски  | 18        | 2.52      |
| Гагаузки   | 10        | 1.40      |
| Беларуски  | 1         | 0.14      |